# 高額鮄杜父魚
高額鮄杜父魚，為輻鰭魚綱鮋形目杜父魚亞目杜父魚科的其中一種，為溫帶海水魚，分布於北太平洋白令海至阿拉斯加海域，棲息深度27-132公尺，體長可達16.7公分，棲息在沙石底質底層水域，生活習性不明。

## 扩展阅读
維基物種上的相關：高額鮄杜父魚